# Wapen van Pannerden

Het wapen van Pannerden toont het wapen van de voormalige gemeente Pannerden met daarop een pannenoven. Het wapen werd op 21 oktober 1879 bij koninklijk besluit verleend. De omschrijving luidt:
"Van zilver, beladen met eene in werking zijnde pannenbakkers oven van natuurlijke kleur, waaruit eene rookkolom opstijgt en geplaatst op een terras van sinopel, en hebbende onderaan ter weerszijden een stapel pannen van natuurlijke kleur en boven in den regter- en linkerhoek eene pan van hetzelfde."

## Geschiedenis

Versie volgens het register van de Hoge Raad van Adel

In 1878 kwam de kostschool in het dorp leeg te staan, waarop de nieuw gevormde gemeente (die tot dat moment in een herberg moest vergaderen) besloot het gebouw aan te kopen om dat te verbouwen tot een gemeentehuis en dienstwoning. Men vond dat op een gemeentehuis ook een gemeentewapen hoort, dus een jaar later werd daarvoor een verzoek ingediend. Volgens het gemeentebestuur kwam de naam Pannerden van "Panaarde" omdat de grond daar heel geschikt was om dakpannen van te bakken. Op grond van deze gegevens werd een tekening verzonden met een werkende pannenoven. In de raadsvergadering van 29 december dat jaar werd de mededeling gedaan dat het wapen verleend was. In de notulen werd vermeld: "Zoodat het bestuur van Pannerden tot in het verste nageslacht verpligt is, dit wapen te voeren en ook te handhaven, het nageslacht moet ook weten dat onder het bestuur en op initiatief van de Heeren G.L. Verwaaijen, G. Robbers, P. Terwindt, en G.J.H. Wigman, leden van deze raad, deze gebeurtenis heeft plaats gehad, ten blijke waarvan zulks op algemeen verlangen in deze notulen is gestipuleerd geworden." In hoeverre het ontwerp een zinvol symbool is voor Pannerden blijft twijfelachtig, temeer omdat uit de archieven niet blijkt dat er ooit een pannenbakker in Pannerden was, slechts een steenfabriek die daar aan het begin van de 19e eeuw werd opgericht.
Aalst · 
Ammerzoden · 
Angerlo · 
Appeltern · 
Batenburg · 
Beesd · 
Beltrum · 
Bemmel · 
Bergharen · 
Bergh · 
Beusichem · 
Borculo · 
Brakel · 
Buurmalsen · 
Deil · 
Didam · 
Dinxperlo · 
Dodewaard ·
Doornspijk ·
Dreumel ·
Driel ·
Echteld ·
Eibergen ·
Elst ·
Est en Opijnen ·
Everdingen ·
Ewijk ·
Gameren ·
Geesteren · 
Geldermalsen · 
Gendringen · 
Gendt ·
Groenlo ·
Groesbeek ·  
Haaften ·
Hedel ·
's-Heerenberg ·
Heerewaarden ·
Hemmen ·
Hengelo ·
Herwen en Aerdt ·
Herwijnen ·
Heteren ·
Heukelum ·
Hoevelaken ·
Horssen ·
Huissen ·
Hummelo en Keppel ·
Hurwenen  ·
Kerkwijk ·
Keppel ·
Kesteren ·
Laren · 
Lichtenvoorde ·
Lienden ·
Lingewaal · 
Maurik ·
Millingen aan de Rijn ·
Nederhemert ·
Neede ·
Neerijnen ·
Netterden ·
Niftrik ·
Nijbroek ·
Ophemert ·
Overasselt ·
Pannerden ·
Poederoijen · 
Renkum ·
Rijnwaarden ·
Rossum ·
Ruurlo ·
Steenderen ·
Terborg ·
Twello ·
Ubbergen ·
Valburg ·
Varik ·
Vorden ·
Vuren ·
Waardenburg ·
Wadenoijen ·
Wamel ·
Wehl ·   
Warnsveld ·
Wisch ·
Zeddam ·
Zelhem ·
Zoelen ·
Zuilichem 

Dorps-, heerlijkheids- en stadswapens: 

Acquoy 
· Baak 
· Barlham 
· Bredevoort 
· Doreweerd 
· Elden
· Enspijk 
· Gellicum 
· Groessen 
· Hakfort 
· Hellouw 
· IJzendoorn 
· Kell  
· Lede en Oudewaard 
· Lichtenberg 
· Loil 
· Maasbommel 
· Meijnerswijk 
· Meteren 
· Middagten 
· Rhenoy 
. Rumpt
· Tricht 
· Verwolde 
· Wildenborch